# 홍은동
홍은동(弘恩洞)은 서울특별시 서대문구의 법정동이다.

## 유래
일제강점기 당시 고양군 은평면 홍제외리(홍제동은 홍제내리)라고 명명했으나, 해방 이후 1949년 서울특별시 서대문구로 재편입되면서 홍제의 홍(弘)자와 옛 행정구역인 은평면의 은(恩)자를 따서 홍은동(弘恩洞)이란 이름이 붙여졌다. 홍제동과 홍은동이 위치한 분지 지형에서 홍제천 북쪽이 홍은동, 남쪽이 홍제동이다.
1980년에 구 홍은4동이 구 홍은2동(현재의 홍은2동이 아님)에 편입되었으며, 2008년에 구 홍은2동과 구 홍은1동이 합쳐지면서 홍은1동이 되었고 원래 홍은3동이었던 지역은 구 홍은2동이 없어지면서 대신에 홍은2동으로 이름이 바뀌었다.

## 교육기관
- 명지초등학교
- 홍은초등학교
- 홍연초등학교
- 홍제초등학교
- 명지중학교
- 정원여자중학교
- 홍은중학교
- 명지고등학교
- 명지전문대학교

## 공공기관
- 서대문 문화체육회관

## 아파트
| 단지명                   | 건설사       | 시행사                              | 주소                  | 입주              | 비고              |
| ------------------------ | ------------ | ----------------------------------- | --------------------- | ----------------- | ----------------- |
| 서대문 센트럴 아이파크   | 현대산업개발 | 홍은제13구역 주택재개발정비사업조합 |                       | 2025년 6월 (예정) | 홍은13구역 재개발 |
| 힐스테이트 홍은 포레스트 | 현대건설     |                                     | 서대문구 가좌로4길 21 | 2023년 12월       |                   |